# Rancho de Pala
Rancho de Pala är en ort i Mexiko.   Den ligger i kommunen Ixhuatlancillo och delstaten Veracruz, i den sydöstra delen av landet, 220 km öster om huvudstaden Mexico City. Rancho de Pala ligger 1 388 meter över havet och antalet invånare är 837.
Terrängen runt Rancho de Pala är kuperad åt nordost, men åt sydväst är den bergig. Runt Rancho de Pala är det mycket tätbefolkat, med 1 361 invånare per kvadratkilometer. Närmaste större samhälle är Orizaba, 5,3 km sydost om Rancho de Pala. Trakten runt Rancho de Pala består till största delen av jordbruksmark.